# Alois Burgstaller

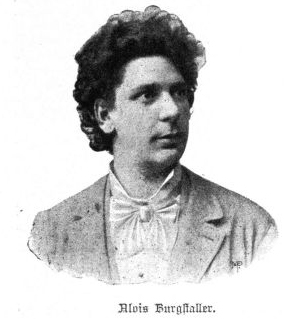
Alois Burgstaller um 1896

Alois Burgstaller (auch Aloys Burgstaller; * 22. September 1871 in Holzkirchen, Bayern; † 19. April 1945 in Gmund am Tegernsee, Bayern) war ein deutscher Kammersänger.

## Leben
Burgstaller war Uhrmachergeselle; sein Gesangstalent wurde bei einer Laientheateraufführung in Holzkirchen entdeckt. Über den damaligen Münchner Generalmusikdirektor Hermann Levi lernte er Cosima Wagner kennen, die sein Talent erkannte und förderte. Nach Gesangsstudien in Frankfurt und Bayreuth sang Burgstaller erstmals bei den Bayreuther Festspielen 1896 den Siegfried.
In den folgenden Jahren sang er alle großen Rollen der Werke Richard Wagners in Bayreuth und anderen großen Opernhäusern.
Nach Gastspielen in Paris, Zürich, Budapest, London, Amsterdam und Moskau folgte der Ruf an die Metropolitan Opera New York, deren Mitglied er von 1903 bis 1909 war. Von dort aus trat er in vielen namhaften Opernhäusern der USA, wie San Francisco, Boston, Philadelphia, Chicago, Pittsburgh und Los Angeles auf, bis er am 23. Januar 1909 seine letzte Vorstellung an der Metropolitan Opera gab. 1908 kehrte er nach Holzkirchen zurück. Seinen Lebensabend verbrachte er in St. Quirin, Gemeinde Gmund, am Tegernsee.
Der Markt Holzkirchen verlieh Alois Burgstaller das Ehrenbürgerrecht und benannte eine Straße nach ihm. Auf dem alten Friedhof neben der Pestkapelle fand er im Elterngrab seine letzte Ruhestätte.
Seine Stimme wurde auf einem Mapleson Zylinder überliefert.